# Tilly Kutschera

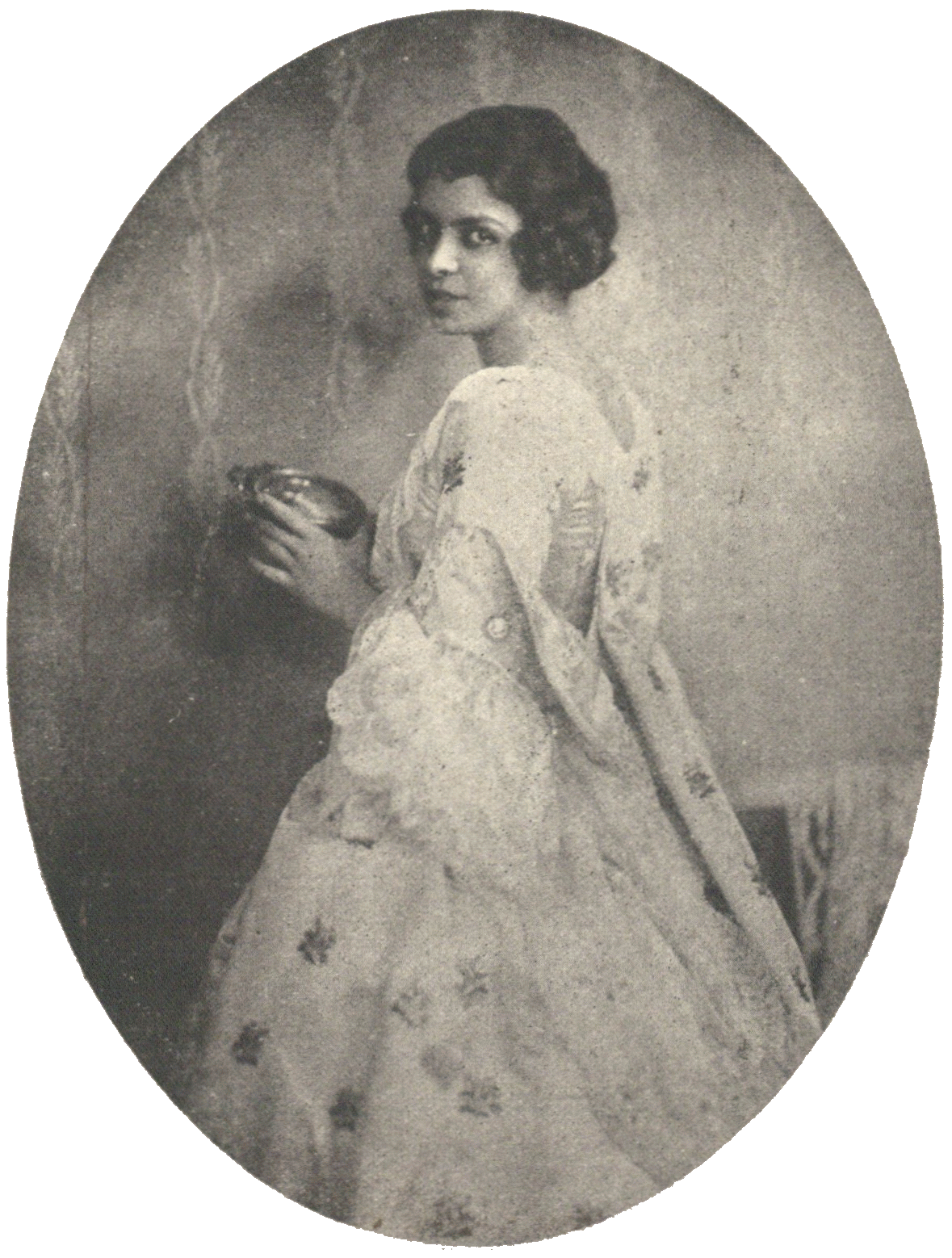
Tilly Kutschera auf einer Fotografie von Franz Xaver Setzer

Mathilde „Tilly“ Kutschera (29. November 1890 in Wien – 22. Juni 1920 ebenda) war eine österreichische Schauspielerin.

## Leben
Kutschera, die Tochter von Viktor und Elsa Kutschera debütierte am 15. Dezember 1907 am Deutschen Volkstheater als „Fanchon“. Am 6. Jänner 1908 gab sie ihr Debüt am Burgtheater als „Vittorino“ in Renaissance. Dem Burgtheater gehörte sie bis zu ihrem Tod an.
Besonders hervorgehoben wurde ihre Anmut, Frische und spitzbübische Laune. Wegen ihres knabenhaften Aussehens spielte sie oft Hosenrollen.
Mit nur 29 beging sie Selbstmord und wurde auf dem Evangelischen Friedhof Simmering beigesetzt.

## Filmografie
- 1916: Bogdan Stimoff
- 1918: Der letzte Erbe von Lassa